# استيقان بالبصمة

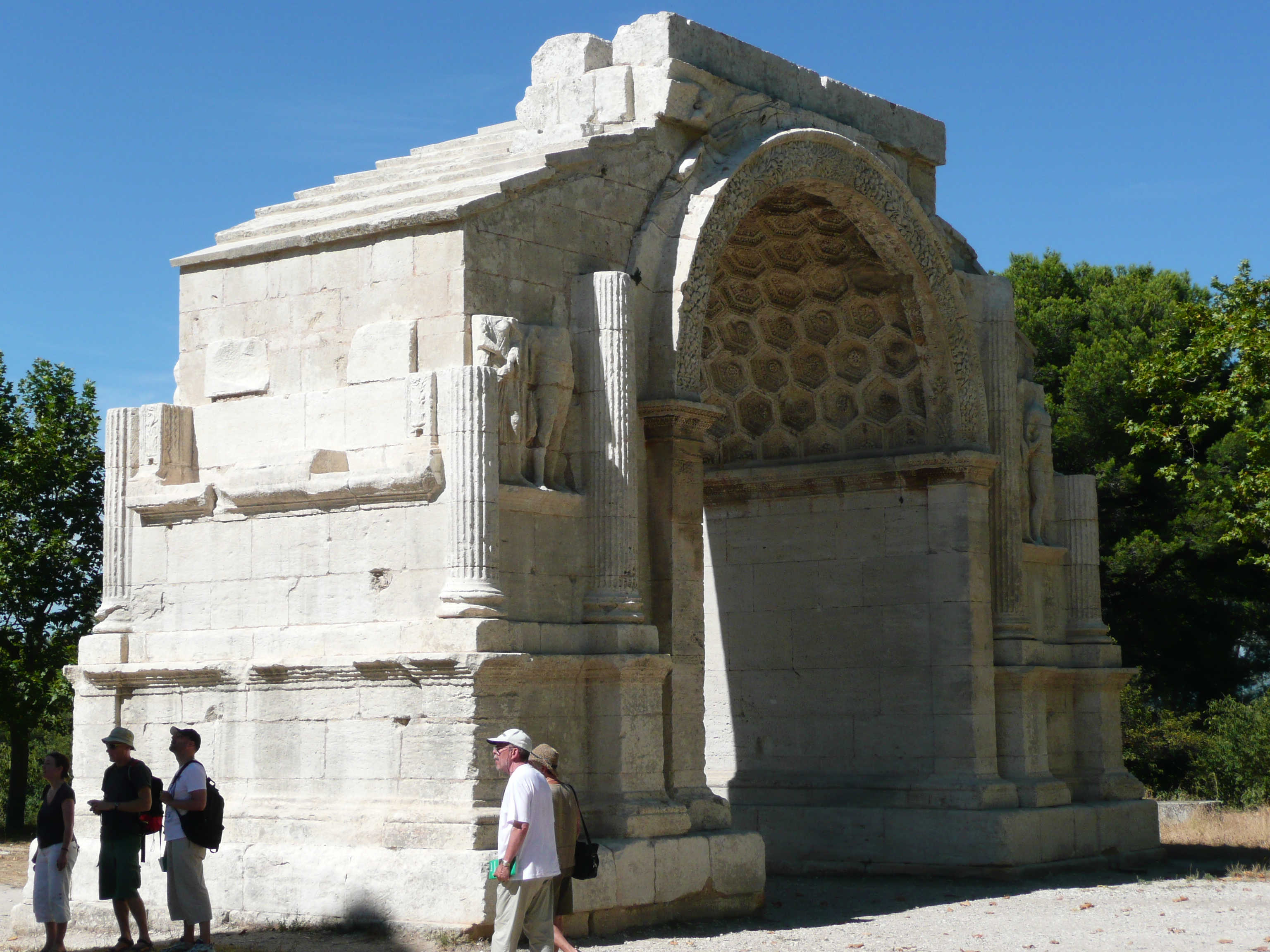

الاستيقان بالبصمة أسلوب تشغيل آلي يتيح استيقان الهوية على أساس بصمة الأصبع، وهو مقياس حيوي توجد غيره عدة أساسات أخرى. له استخدامات في الأدلة الجنائية إضافة إلى أجهزة السماح بالدخول. وتوجد عدة خوارزميات مستخدمة لهذا الغرض، كما تتعدد تصميمات المجسات المستعملة. هو تقنية حديثة تقوم باستبدال توقيع الموظف أو العامل كتابيا بتوقيع الكتروني من خلال بصمة الاصبع أو بصمة الوجه أو الكارت الذكي أو الرقم السرى بدقة عالية مما يمنع التلاعب.
تشكل كلمة السر أداة بسيطة للتحكم في الدخول إلى الحواسيب والشبكات والتعاملات على الخط online على الإنترنت، ولكن المسيئين يمكنهم سرقتها أو تخمينها، في حين تقدم قارئات بصمات الأصابع أمانا أكبر، لأنه يكاد يكون مستحيلا تزوير بصمة إصبع بشرية.
في السنوات الأخيرة كثر انتشار نمطين غير مكلفين من القارئات. فالماسحات البصرية optical scanners، وهي التقانة الأولى التي انتشرت، تستخدم صفيفا array من أدوات القرن الشحني CCD لالتقاط صورة رقمية للبنانة (رأس الإصبع). أما القارئات المعروفة بالسيليكونية، أو الحالة الصلبة، فتعتمد على مكثفات بالغة الصغر تتحسس تضاريس البنانة. وفي كلتا الحالين، ولكي يتم السماح بالدخول أو عدمه، تقوم البرمجيات بتحليل النسق الهندسي للبصمة بكل دقائقه كالمرتفعات والمنخفضات الفريدة والخاصة بكل إصبع، ومن ثم مقارنته بالأنساق المسجلة لديها للمستعملين الشرعيين.
لقد أدت التحسينات التقنية للقارئات إلى تقليل معدلات الخطأ error rates فيها وتخفيض تكلفتها، مما وسع مجال الطلب عليها. ووفقا لتصريحات (نعيم ظفر)، فإن معدلات القبول الخاطئ false acceptance rate في القارئات الأجود تبلغ أقل من 25 في المليون، في حين تبلغ معدلات الرفض الخاطئ عادة أقل من 3 في المئة. ويمكن حاليا امتلاك قارئة دقيقة بنحو 150 دولارا أو أقل. (تستخدم وكالات الأمن العام ومكاتب تسجيل الآليات في الولايات المتحدة قارئات شبه مثالية بغرض تحديد الهوية والصفة بتكلفة تراوح ما بين 5000 دولار و 000 10 دولار).
وكما يقول (K. وادوا)، وهي مجموعة تقدم خدمات تقنية واستشارية]: ((لقد ساعدت سهولة دمج البرمجيات في أنظمة التشغيل الرائجة على تحسين معدلات القبول)). ولكن التقانة لن تنتشر فعليا حتى يتمكن عشرات الباعة من الوصول إلى معايير معتمدة فيما بينهم ومع صانعي الحواسيب بشأن التشغيل البيني interoperability. كما يمكن لتطبيقات أخرى أن تسهم أبعد من ذلك في توسع السوق، مثل مراقبة دخول الأفراد وخروجهم في الشركات والسجون أو استخدام بصمات الأصابع كتواقيع رقمية digital signatures في مجال التجارة الإلكترونية.
وقد تكون أكبر عقبة ينبغي تذليلها هي المخاوف المتعلقة بخصوصية الفرد، إذ يخشى الناس على بصماتهم من التخزين والنسخ والتقليد، غير أن التقانة قادرة على تدارك مجمل هذه الاحتمالات، وكما هي الحال عند إرسال معلومات بطاقتك الاعتمادية عن طريق الإنترنت، فإن ثقة الناس تتوقف في نهاية الأمر على السياسات والممارسات الحاذقة المتبعة.

## المواصفات المشتركة لأجهزة البصمة
هناك مواصفات عامة تشترك فيها جميع أنواع أجهزة تسجيل الحضور والانصراف بالبصمة:
1. لها طرق تسجيل الحضور والانصراف بإحدى الكيفيات الآتية:
  1. بصمة الاصبع
  2. أو بصمة الوجه
  3. أو الكارت الذكي
  4. أو الرقم السرى
2. لها امكانية ايضاح الوقت والتاريخ والحالة عند قراءة بصمة الموظف لاحتواء تلك الأجهزة على شاشة LCD
3. تتميز بالحماية، حيث لا يسمح الا للمسؤل (Administrator) عن الجهاز فقط بالتحكم في وظائفه.
4. وسيلة ايضاح صوتية ومرئية على الشاشة تؤكد تسجيل الحضور والانصراف لكل موظف
5. يتم نقل البيانات بين جهاز البصمة والكمبيوتر عن طريق الشبكة الداخلية
6. يمكن وضع الجهاز في اى مكان لنقل البيانات وليس فقط مكان ثابت
7. جميع الاجهزة لها القدرة على تخزين البصمات حتى في حالة انقطاع الشبكة الداخلية أو توقفها عن العمل
8. امكانية استخراج التقارير من اى مكان بعيدا عن مكان تواجد الجهاز حيث إمكانية الاتصال بجهاز البصمة عن طريق شبكة الإنترنت
9. إمكانية ربط جهاز الحضور والانصراف بنظام المرتبات ومن هنا يضمن استخراج التقارير آليا

## وصلات داخلية
- بصمة.
- استيقان بالعين.

## وصلات خارجية
- عمل جهاز البصمة.